# 中东金花茶
中东金花茶（学名：Camellia achrysantha）是山茶科山茶属的植物。分布在中国大陆的广西等地，多生长在石灰岩山地常绿林中，目前尚未由人工引种栽培。